# Крутофіст Віталій Іванович
Віталій Іванович Крутофіст (1 квітня 1981, м. Вижниця, Чернівецька область, Українська РСР — 23 травня 2016, Павлопіль, Волноваський район, Донецька область, Україна) — сержант Збройних сил України, учасник війни на сході України (21-й окремий мотопіхотний батальйон, 56-та окрема мотопіхотна бригада).
Загинув під час мінометного обстрілу м. Павлопіль (Волноваський район, Донецька область). Разом загинув побратим Юрій Іржик.
Похований у м. Вижниця, Чернівецька область.
По смерті залишилися мати та старший брат.

## Нагороди
Указом Президента України № 23/2017 від 3 лютого 2017 року «за особисту мужність, виявлену у захисті державного суверенітету та територіальної цілісності України, самовіддане виконання військового обов’язку» нагороджений орденом «За мужність» III ступеня (посмертно).